# Ronde van Frankrijk 2024/Vijftiende etappe
De veertiende etappe van de Ronde van Frankrijk 2024 was een bergrit met een lengte van 197,7 kilometer. De etappe werd verreden op 14 juli met start in Loudenvielle en eindigde in Plateau de Beille.

## Parcours
Met liefst 18 van de 24 opgaves in deze Tour de voorbije 4 dagen raakte het peloton steeds meer uitgedund. Deze rit was bijna 200 km en telde rond de 5.000 hoogtemeters, 5 cols en de start bergop. Voor de eerste keer vertrok de Tour vanuit Loudenvielle, een dorpje aan de voet van de Col de Peyresourde (6,9 km aan 7,8%). Het was de 70e keer dat de Pyreneeëncol op het parcours lag. Daarna wachtte het duo Col de Menté (9,3 km aan 9,1%) en Col de Portert-d'Aspet (4,3 km aan 9,6%) gevolgd door een lange vallei. De tweede helft werd getekend door de Col d’Agnes (10 kilometer à 8,2%). Met 15,8 kilometer à 7,9% was Plateau de Beille een regelmatig klim: overal steil, tussen 7 en 9%.

## Verloop
Op de Franse nationale feestdag behaalde Tadej Pogačar op Plateau de Beille zijn tweede opeenvolgende overwinning in de Pyreneeën. Hij beantwoordde in de koninginnerit een aanval van zijn grootste concurrent voor de Tourzege Jonas Vingegaard, die de aanval koos op de flanken van de laatste col van de dag. Maar op 5 kilometer van de streep ging de Sloveen er alleen van door om als eerste over de streep te gaan. Vingegaard kwam als tweede op de top van Plateau de Beille op 1'08". Remco Evenepoel, die voor zijn eigen tempo koos, eindigde op 2'51" van de winnaar.
Pogačar en Vingegaard maakten al voor de tiende keer er een één-twee van in een Tourrit. De klimtijd van Pogačar op de Plateau de Beille was 39 minuten en 50 seconden. Hij was daarmee 3 minuten sneller dan de oude recordtijd van Marco Pantani in 1998.
| Loudenvielle – Plateau de Beille (197,7 km) |                   |                            |          |
| Plaats                                      | Naam              | Ploeg                      | Tijd     |
| 1                                           | Tadej Pogačar     | UAE Team Emirates          | 5u13'55" |
| 2                                           | Jonas Vingegaard  | Team Visma-Lease a Bike    | + 1'08"  |
| 3                                           | Remco Evenepoel   | Soudal Quick-Step          | + 2'51"  |
| 4                                           | Mikel Landa       | Soudal Quick-Step          | + 3'54"  |
| 5                                           | João Almeida      | UAE Team Emirates          | + 4'43"  |
| 6                                           | Adam Yates        | UAE Team Emirates          | +4'56"   |
| 7                                           | Santiago Buitrago | Bahrain-Victorious         | + 5'08"  |
| 8                                           | Carlos Rodríguez  | INEOS Grenadiers           | z.t.     |
| 9                                           | Richard Carapaz   | Team Visma-Lease a Bike    | + 5'41"  |
| 10                                          | Felix Gall        | Decathlon AG2R La Mondiale | + 5'57"  |

 –  Richard Carapaz was de strijdlustigste renner van de vijftiende etappe.

## Klassementen

### Algemeen klassement
| Algemeen klassement (gele trui) |                   |                         |           |
| Plaats                          | Naam              | Ploeg                   | Tijd      |
| Gele trui                       | Tadej Pogačar     | UAE Team Emirates       | 61u56'24" |
| 2                               | Jonas Vingegaard  | Team Visma-Lease a Bike | + 3'09"   |
| 3                               | Remco Evenepoel   | Soudal Quick-Step       | + 5'19"   |
| 4                               | João Almeida      | UAE Team Emirates       | + 10'54"  |
| 5                               | Mikel Landa       | Soudal Quick-Step       | + 11'21"  |
| 6                               | Carlos Rodríguez  | INEOS Grenadiers        | + 11'27"  |
| 7                               | Adam Yates        | UAE Team Emirates       | + 13'38"  |
| 8                               | Giulio Ciccone    | Lidl-Trek               | + 15'48"  |
| 9                               | Derek Gee         | Israel-Premier Tech     | + 16'12"  |
| 10                              | Santiago Buitrago | Bahrain-Victorious      | + 16'32"  |

### Puntenklassement
| Puntenklassement (groene trui) |                  |                    |        |
| Plaats                         | Naam             | Ploeg              | Punten |
| Groene trui                    | Biniam Girmay    | Intermarché-Wanty  | 363    |
| 2                              | Jasper Philipsen | Alpecin-Deceuninck | 277    |
| 3                              | Bryan Coquard    | Cofidis            | 147    |
| 4                              | Arnaud De Lie    | Lotto Dstny        | 142    |
| 5                              | Anthony Turgis   | TotalEnergies      | 141    |

### Bergklassement
| Bergklassement (bolletjestrui) |                  |                         |        |
| Plaats                         | Naam             | Ploeg                   | Punten |
| Bolletjestrui                  | Tadej Pogačar    | UAE Team Emirates       | 77     |
| 2                              | Jonas Vingegaard | Team Visma-Lease a Bike | 58     |
| 3                              | Remco Evenepoel  | Soudal Quick-Step       | 42     |
| 4                              | Jonas Abrahamsen | Uno-X Mobility          | 36     |
| 5                              | Oier Lazkano     | Movistar Team           | 35     |

### Jongerenklassement
| Jongerenklassement (witte trui) |                   |                         |           |
| Plaats                          | Naam              | Ploeg                   | Tijd      |
| Witte trui                      | Remco Evenepoel   | Soudal Quick-Step       | 62u01'43" |
| 2                               | Carlos Rodríguez  | INEOS Grenadiers        | +6'08"    |
| 3                               | Santiago Buitrago | Bahrain Victorious      | +11'13"   |
| 4                               | Matteo Jorgenson  | Team Visma-Lease a Bike | +14'56"   |
| 5                               | Ben Healy         | EF Education-EasyPost   | +24'07"   |

### Ploegenklassement
| Ploegenklassement |                         |            |
| Plaats            | Ploeg                   | Tijd       |
|                   | UAE Team Emirates       | 186u12'00" |
| 2                 | Team Visma-Lease a Bike | +55'03"    |
| 3                 | Soudal Quick-Step       | +58'59"    |
| 4                 | INEOS Grenadiers        | +1u19'19"  |
| 5                 | Lidl-Trek               | +2u04'45"  |

## Uitvallers
- Gerben Thijssen (Intermarché-Wanty): Opgave door ziekte.
- Bram Welten (Team dsm-firmenich PostNL): Buiten tijd aangekomen.

1e etappe ·
2e etappe ·
3e etappe ·
4e etappe ·
5e etappe ·
6e etappe ·
7e etappe ·
8e etappe ·
9e etappe ·
10e etappe ·
11e etappe ·
12e etappe ·
13e etappe ·
14e etappe ·
15e etappe ·
16e etappe ·
17e etappe ·
18e etappe ·
19e etappe ·
20e etappe ·
21e etappe
Startlijst · Eindstanden · Afbeeldingen